# Beameromyia
Beameromyia is een vliegengeslacht uit de familie van de roofvliegen (Asilidae).

## Soorten
- B. bifida (Hardy, 1942)
- B. bifidus (Hardy, 1942)
- B. cubensis (Bigot, 1857)
- B. chrysops Martin, 1957
- B. dicrana Scarbrough, 1997
- B. disfascia Martin, 1957
- B. dorsalis (Williston, 1901)
- B. floridensis (Johnson, 1913)
- B. graminicola Farr, 1963
- B. incisuralis Scarbrough & Page in Scarbrough & Perez-Gelabert & Page, 2005
- B. insulara Martin, 1957
- B. kawiensis Martin, 1957
- B. lacinia Martin, 1957
- B. lunula Martin, 1957
- B. macula Martin, 1957

- B. melana Scarbrough, 1997
- B. monticola Martin, 1957
- B. occidentis (Hardy, 1942)
- B. pictipes (Loew, 1862)
- B. prairiensis Martin, 1957
- B. punicea Martin, 1957
- B. quaterna Scarbrough, 1997
- B. silvacola Martin, 1957
- B. virginensis Scarbrough, 1997
- B. vulgaris Martin, 1957